# Nabatei

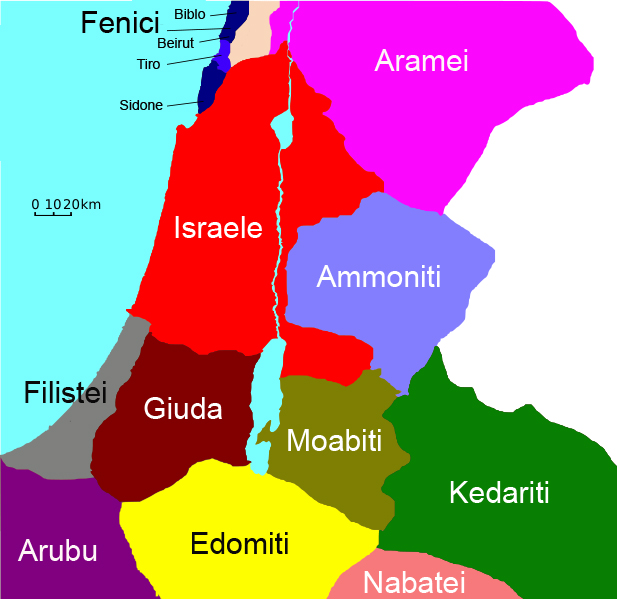
Mappa della Palestina nell'800 a.C.

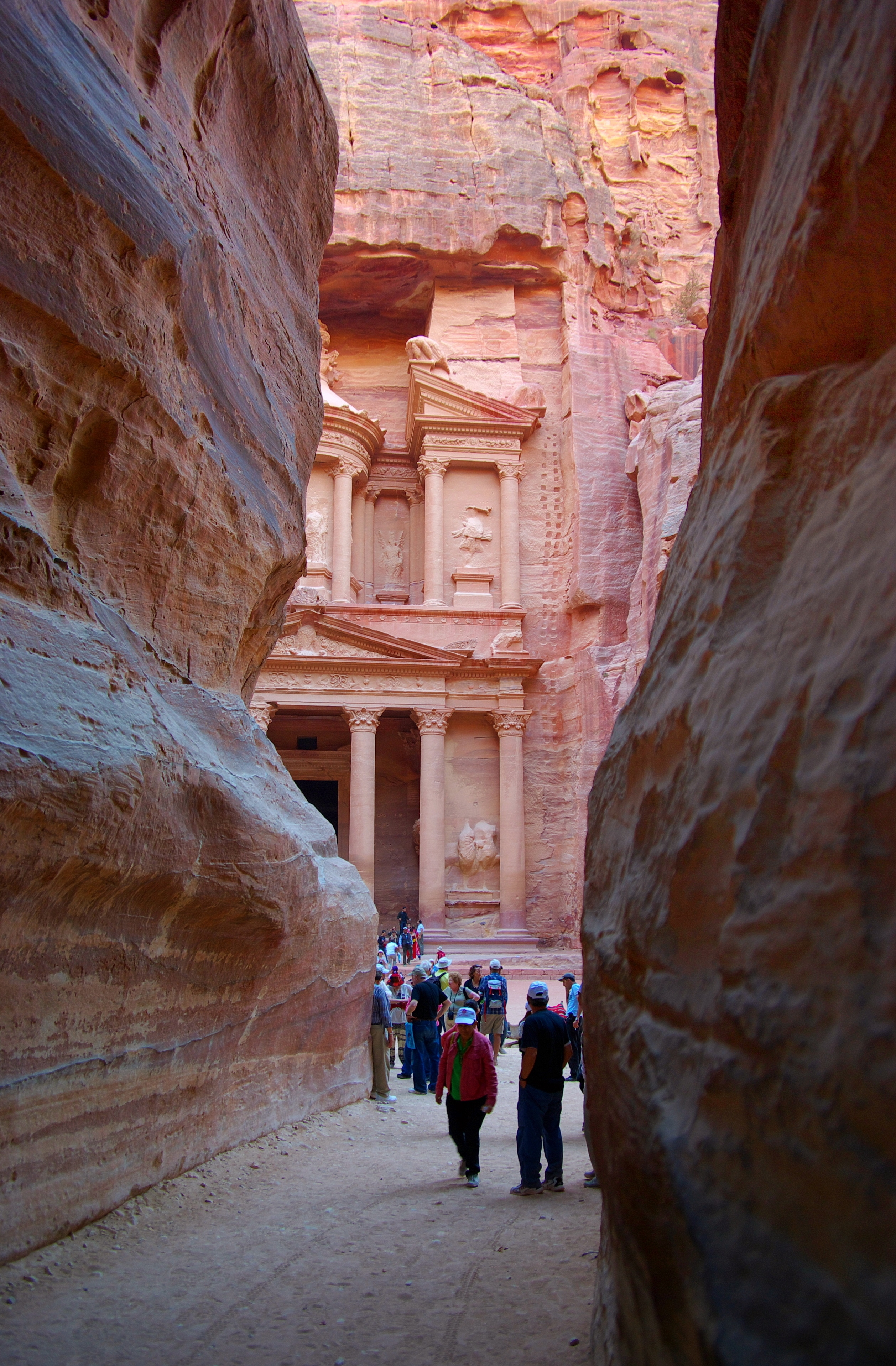
Petra, la capitale nabatea

I Nabatei furono un popolo di commercianti dell'Arabia antica, insediati nelle oasi del nord-ovest cui al tempo di Flavio Giuseppe fu dato il nome di Nabatene, indicando approssimativamente l'area che fungeva da confine fra la Siria e l'Arabia, dall'Eufrate al Mar Rosso. La rete mercantile da essi efficacemente controllata e gestita metteva in comunicazione il sud e il nord della penisola araba e permetteva di commercializzare nell'area mediterranea prodotti ad alta utilità marginale, provenienti dalla lontana India e dalle regioni circonvicine.

## Cultura
Benché nulla sia sopravvissuto della loro letteratura, di cui peraltro non si ha menzione nei testi antichi, l'importanza della cultura nabatea è testimoniata dalla diffusione della loro lingua, attestata in un gran numero di graffiti e iscrizioni epigrafiche, anche a distanza da Petra, loro centro politico. 
I riferimenti di età classica sui Nabatei fanno pensare che le loro rotte mercantili e la provenienza delle merci fossero considerate un segreto, camuffato in racconti in grado di confondere i forestieri. Diodoro Siculo li descrive come una tribù forte di circa 10.000 guerrieri, in grado di dominare i nomadi dell'Arabia, non interessati all'agricoltura, alle dimore fisse e al vino ma, oltre all'allevamento, coinvolti in traffici che consentivano alti profitti con gli empori che commerciavano il franchincenso, la mirra e spezie provenienti dall'Arabia Felix, oggi Yemen, come pure ai commerci con l'Egitto riguardanti il bitume proveniente dal Mar Morto. Le loro contrade, aride, erano la miglior difesa per la loro amata libertà, grazie alle ampie cisterne che raccoglievano l'acqua piovana, scavate nella roccia o nell'argilla, nascoste agli occhi dei potenziali invasori.

## Origini
L'origine dei Nabatei rimane oscura. Basandosi su una somiglianza fonetica, Gerolamo suggerisce un collegamento con la tribù dei Nebaioth ricordata nel Libro dei Popoli della Genesi, ma storici moderni sono prudenti circa l'antica storia nabatea. L'esilio babilonese che cominciò nel 586 a.C. aprì un vuoto di potere nel Regno di Giuda, e non appena gli Edomiti si spostarono nelle terre da pascolo dei Giudei, le iscrizioni nabatee cominciarono a essere presenti in territorio edomita (prima del 312 a.C., quando essi furono attaccati infruttuosamente a Petra da Antigono I). Petra o Sela fu l'antica capitale di Edom; i Nabatei devono aver occupato l'antico territorio di Edom, subentrandogli nei traffici mercantili dopo che gli Edomiti si erano avvantaggiati dell'esilio babilonese degli Ebrei, sospingendoli nella Giudea meridionale. Questa migrazione nabatea, la cui data non può essere determinata, li rese anche padroni delle sponde del Golfo di Aqaba e dell'importante approdo di Elath. Qui, secondo Agatarchide, a causa di razziatori e pirati ebbero per qualche tempo problemi nella riapertura del commercio fra l'Egitto e l'Oriente, fin quando essi furono eliminati dai Tolomei di Alessandria.
Al momento dell'inizio della loro storia documentabile i Nabatei avevano già subito processi di acculturazione grazie alla cultura aramaica; scrissero una lettera ad Antigono in caratteri siriaci, e la lingua aramaica fu la lingua delle loro monete ed epigrafi quando la struttura tribale lasciò posto alla monarchia. Profittando della decadenza seleucide estesero i loro confini verso settentrione, in direzione della fertile area orientale del fiume Giordano. Occuparono l'Hauran e verso l'85 a.C. il re Aretas (evidentemente al-Ḥārith ) divenne signore di Damasco e della Celesiria. Nabatei divenne il nome arabo degli Aramei, sia in Siria sia in Iraq: un fatto che è stato scorrettamente assunto per dimostrare che i Nabatei furono in origine Aramei immigrati da Babilonia. I nomi propri delle loro iscrizioni suggeriscono che essi furono autentici Arabi che avevano subito influenze aramaiche. Starcky identifica i Nabatu dell'Arabia meridionale come loro antenati. Tuttavia diversi gruppi di Nabatei scrissero i loro nomi in modi del tutto differenti; pertanto gli archeologi sono riluttanti ad affermare che essi furono tutti riferibili alla stessa tribù o che ogni gruppo fosse l'originale gruppo dei Nabatei.

## I periodi ellenistico e romano

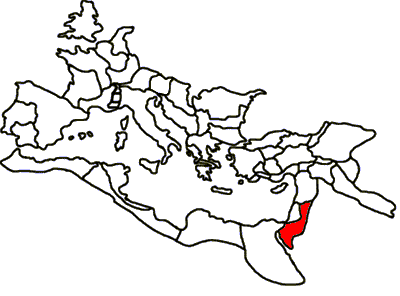
La provincia romana dell'Arabia Petraea, creata su quello che era il regno nabateo.

Petra fu edificata rapidamente nel I secolo a.C. in tutto lo splendore tipico dell'età ellenistica, quando i Nabatei erano alleati dei primi Asmonei nelle lotte contro i monarchi seleucidi. Divennero rivali della dinastia ebraica, che fiori nel II secolo a.C., e un elemento chiave dei disordini che convinsero Gneo Pompeo Magno ad intervenire in Giudea.
Numerosi Nabatei furono convertiti a forza all'Ebraismo dal sovrano asmoneo Alessandro Ianneo. Fu questo re che, dopo aver sedato una ribellione locale, invase e occupò le città nabatee di Moab e Gilead e impose un tributo dall'imprecisato ammontare. Obodas (ʿUbayda), saputo che Alessandro era in procinto di attaccarlo, tese una trappola alle sue truppe nei pressi di Gaulane, distruggendo l'esercito israelita (90 a.C.).
La forza militare romana non ebbe grande successo nelle campagne contro i Nabatei. A partire dal 62 a.C. Marco Emilio Scauro accettò un versamento di 300 talenti per togliere l'assedio a Petra, in parte a causa del terreno difficile e del fatto che Scauro era a corto di provvigioni. Hyrcano, amico di Aretas, fu inviato da Scauro dal sovrano nabateo per trattare la pace. Con la pace, il re Aretas conservò per intero i suoi domini, inclusa Damasco, e divenne vassallo di Roma.
Durante il regno di Malichus II (Malik), nel 32 a.C. Erode il Grande iniziò col sostegno di Cleopatra un conflitto contro la Nabatea. La guerra cominciò con l'esercito di Erode che razziò la Nabataea impiegando un'imponente forza di cavalleria e occupando Dium. Dopo questo rovescio, le forze nabatee si ammassarono presso Canatha in Siria, ma furono attaccate e messe in rotta. Athenio, generale di Cleopatra, inviò Canathans in aiuto dei Nabatei; questa forza sconfisse l'esercito di Erode, che fuggì verso Ormiza. L'anno dopo l'esercito di Erode devastò la Nabataea.
Dopo un terremoto in Giudea i Nabatei insorsero e invasero Israele, ma Erode attraversò il Giordano a Philadelphia (l'odierna Amman) e tenne sotto controllo entrambe le sponde, lungo le quali fu eretto un campo fortificato. I Nabatei, sotto Elthemus, rifiutarono lo scontro, ed Erode forzò la situazione attaccando l'accampamento nemico. Una massa confusa di Nabatei ingaggiò la battaglia, ma fu sconfitta. Superate le difese avversarie, Erode assediò l'accampamento, e i difensori furono in breve costretti alla trattativa. Le forze nabatee scampate offrirono 500 talenti per la pace, ma ciò non fu accettato. La carenza d'acqua obbligò i Nabatei a lasciare il campo per lo scontro armato, ma furono sconfitti in questa ultima battaglia.
In quanto alleati dei Romani, i Nabatei continuarono a prosperare per tutto il I secolo d.C. La loro potenza si estese ben dentro l'Arabia, lungo il Mar Rosso fino allo Yemen, e Petra rimase un emporio cosmopolita, malgrado i suoi commerci diminuissero con l'affermazione delle rotte orientali, da Myoshormus a Copto lungo il Nilo. Sotto la Pax Romana persero le loro abitudini guerriere e nomadi e divennero un popolo sobrio, accumulatore e ordinato, totalmente dedito al commercio e all'agricoltura. Il loro inserimento nei traffici marittimi mediterranei della prima età imperiale è attestato anche dalla presenza di un santuario nel cuore del porto di Puteoli (Pozzuoli), il maggior scalo commerciale del tempo. Il tempio dedicato al dio supremo Dusares, oggi sommerso per effetto del bradisismo dei Campi Flegrei, è attualmente oggetto di approfondite ricerche archeologiche subacquee e conserva ancora altari e iscrizioni, in lingua latina e in lingua e alfabeto nabateo.
I Nabatei svolsero anche il ruolo di baluardo tra Roma e le popolazioni beduine, poco inclini a piegarsi all'Impero, inoltrando tuttavia le loro mercanzie negli empori settentrionali e spesso fornendo loro beni che da quelle aree provenivano. Il luogo di interscambio principale fu l'antico centro di Dedān, chiamato dagli Arabi Mada'in Salih (Hegra o Madāʾin Ṣāliḥ, "le città [del profeta arabo] Ṣāliḥ"), di cui parla il Corano, noto oggi col nome di al-ʿUlā. Ciononostante, Traiano prese il controllo di Petra e di Hegra, assorbendole nella nuova provincia romana dell'Arabia Petraea.
Dal III secolo d.C. i Nabatei smisero di scrivere in aramaico e cominciarono invece a scrivere in greco e dal IV secolo si convertirono al Cristianesimo. I nuovi invasori Arabi, che cominciarono ad agire in quei luoghi nel VII secolo, trovarono i resti dei Nabatei trasformati in contadini, tanto che la parola araba nabaṭī divenne sinonimo, appunto, di "agricoltore".